# تقرير بيفريدج

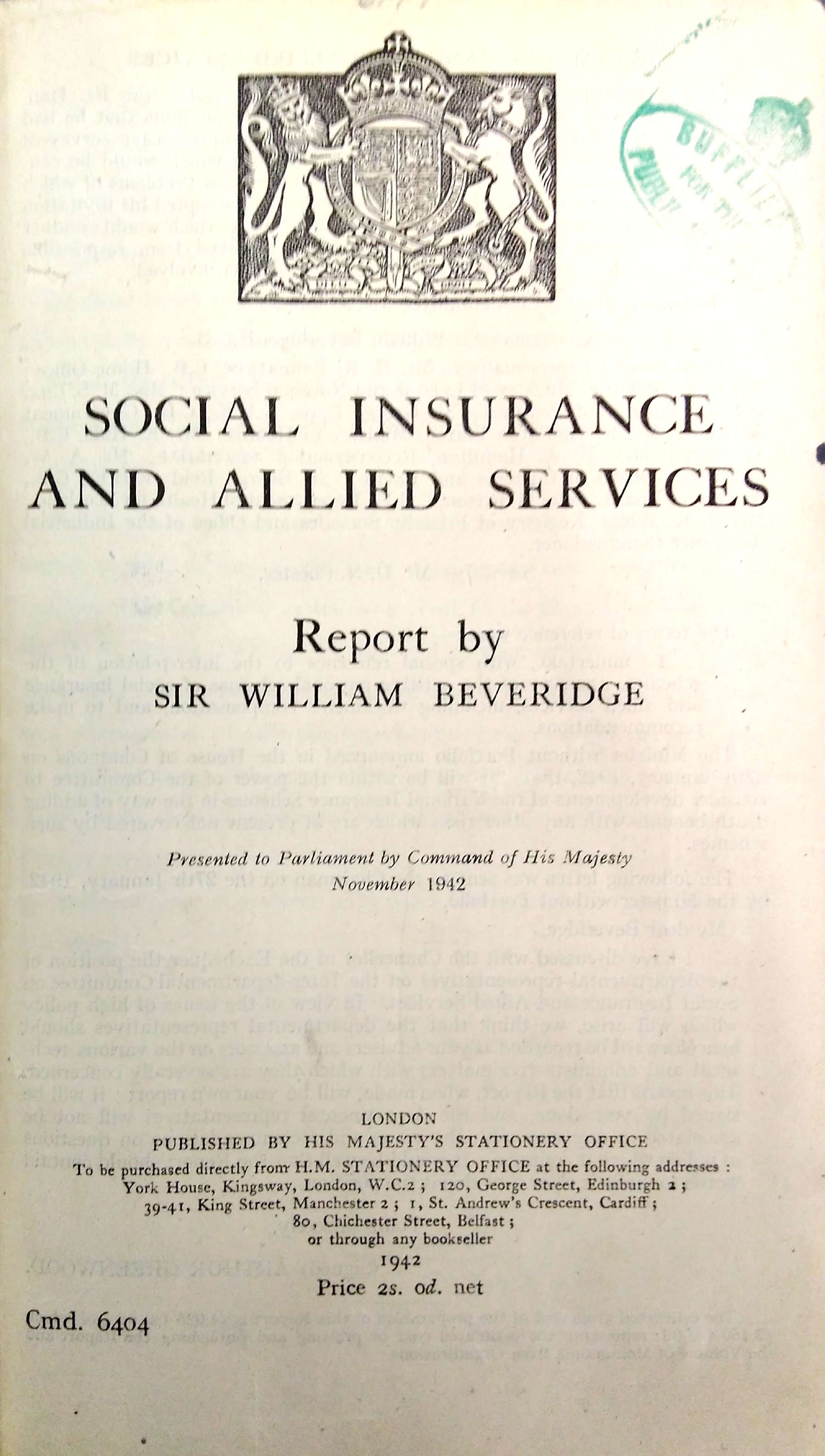

تقرير بيفريدج (بالإنجليزية: Beveridge Report)‏ هو تقرير أعده الخبير الاقتصادي الليبرالي وليام بيفريدج خلال فترة الحرب لترقية نحو مجتمع أفضل، وسلط الأضواء على التغييرات على التأمين الاجتماعي والخدمات المرتبطة به رسميا، وهو وثيقة مؤثرة في تأسيس دولة الرفاهية في المملكة المتحدة نشرت في نوفمبر 1942. [2] حيث حدد خمسة «مساوء عملاقة» في المجتمع: البؤس والجهل والحرمان والبطالة والمرض، واقتراح إصلاح واسع النطاق لنظام الرعاية الاجتماعية لمعالجة هذه الآفات. جاء التقرير في خضم الحرب، ووعد بمنح مكافأة على التضحيات التي يقوم بها الجميع. وشكل التقرير الذي يحظى بشعبية كبيرة لدى الجمهور، الأساس لإصلاحات ما بعد الحرب المعروفة باسم دولة الرفاه، والتي تشمل توسيع التأمين الوطني وإنشاء دائرة الصحة الوطنية. تمت طباعة التقرير من قبل آلباستر باسمور وأولاده المحدودة (Alabaster Passmore & Sons Limited) التي أبقت مصنعها في ميدستون مشغول عندما كان هناك القليل جدا من أعمال الطباعة الأخرى المتاحة.

## الخلفية
في عام 1940، خلال الحرب العالمية الثانية، دخل حزب العمل في ائتلاف مع حزب المحافظين. وفي 10 حزيران / يونيه 1941، أعلن آرثر غرينوود، النائب العمالي والوزير بدون حقيبة، إنشاء لجنة مشتركة بين الإدارات تجري دراسة استقصائية عن التأمين الاجتماعي البريطاني والخدمات المرتبطة به:
القيام، مع الإشارة بوجه خاص إلى العلاقة المتبادلة بين المخططات، بإجراء مسح للمخططات الوطنية القائمة للتأمينات الاجتماعية والخدمات المرتبطة بها، بما في ذلك تعويضات العمال، وتقديم توصيات.
وكان أعضاؤها موظفون حكوميون من وزارة الداخلية، و وزارة العمل والخدمة الوطنية، و وزارة المعاشات التقاعدية، وخبير أكتواري حكومي، و وزارة الصحة، و وزارة خزانة والمالية، وأمانة إعادة الإعمار، ومجلس الجمارك، ومجلس المساعدة، وإدارة الصحة في اسكتلندا، من الجمعيات الصديقة ومكتب مفوض الضمان الصناعي.